# Vinchiaturo
Vinchiaturo är en ort och kommun i provinsen Campobasso i regionen Molise i Italien. Kommunen hade 3 311 invånare (2018).